# سیارک ۷۴۸۲۴
سیارک ۷۴۸۲۴ (به انگلیسی: 74824 Tarter، نامگذاری:1999TJ16) هفتاد و چهار هزار و هشتصد و بیست و چهارمین سیارک کشف شده‌است که در ۱۲ اکتبر ۱۹۹۹ کشف شد.